# Niphargobates orophobata
Niphargobates orophobata é uma espécie de crustáceo da família Niphargidae.
É endémica da Eslovénia.